# 바니랜드
바니랜드(영어: Bunnyland)는 대한민국의 완구 기업이다. 긴급차량 완구를 생산하여 판매하고 있다. 다이캐스트로는 홍콩의 기업 킨스마트의 미니카를 수입해 판매하고 있다.

## 완구

### 긴급차량 완구
- 출동 119 구급대
- 119 소방구급차
- 출동 112 오토바이
- 출동 112 경찰차
- 출동 119 소방차
- 119 구조 포크레인
- 긴급 구조대 세트 ※ 구급차는 다른 형태로 들어있다.
  - 긴급 112 경찰차
  - 긴급 119 소방차

위 합본의 단독 제품들이다.

### 캐릭터 완구
- 뽀롱뽀롱 뽀로로 (중장비, 보드게임 등) ※ 뽀로로 출동렉카는 유일한 대한민국내 생산 제품이다.
- 헬로키티 (자동차, 키링 등)
- 꼬마버스 타요 (캐릭터, 악기, 스포츠 도구 등)
- 아기상어 (스포츠 도구, 악기 등)
- 디즈니
- 안녕 자두야
- 로보카 폴리 (비행기 등)
- 띠띠뽀 띠띠뽀 (미스터리)

### 수입 완구
- 킨스마트 미니카
- 카다 (레고와 유사하게 제작된 블록 완구이다.)

### 기타 완구
- 엑스캅
- 스탠다드 무전기 ※ 유일한 대한민국내 생산제품이다.

## 기타

### 프릭션 차량 완구의 특징
차량 완구 중 일부 프릭션 완구는(뽀로로 중장비 5종, 소방구급차, 119 구급대, 기아 엘란, 출동 112 오토바이 등)는 야야의 자동차 완구를 복제해서 생산한 것이며, 화물차량 완구의 휠은 야야의 차량 완구 휠을 적용하다가 대성토이즈 차량 완구의 휠로 변경하였다. 뽀로로 중장비 완구 대부분(힘센 중장비 계열)은 대성토이즈의 차량 모형을 전면부만 현대 엑시언트로 바꾼 채 복제한 것으로 추정된다. 뽀로로 출동렉카는 야야의 제품 패키지에 스티커를 부착한 것이다.
긴급차량 완구들의 버튼을 누르면 사이렌, 대사, 동요, 멜로디가 나온다. 동요는 구급차 완구를 제외하고 3곡(피노키오(동요), 예쁜 아기곰, 네잎클로버)이 내장되어 있다. (동요는 경찰차와 소방차, 경찰 오토바이의 음표 버튼을 누르면 들을 수 있다.) 멜로디는 경찰차 완구와 소방차 완구에서 낮은 피치로, 구급차 완구에서 높은 피치로 송출된다.